# Jöran Papegoja
Jöran Papegoja född 1 september 1647 i Kristine Skans, USA, död 28 maj 1693 i Tarsleds församling, Älvsborgs län, var en svensk militär och riksdagsman.

## Biografi
Jöran Papegoja föddes 1647 på Kristine skans i kolonien Nya Sverige. Han var son till guvernören Johan Papegoja i Nya Sverige och Armegott Printz. Papegoja blev 7 mars 1670 fänrik vid Södermanlands regemente och 30 september 1674 kapten vid Bergsregementet. Han blev kommenderad på Bohus ad interim som major vid östgötarna. Papegoja var riksdagsman vid riksdagen 1678 och riksdagen 1689. Han avled 1693 på Hårsby i Tarsleds socken och begravdes i Agnetorps kyrka, där hans epitafium sattes upp.

### Egendom
Papegoja ägde Rud och Ramstorp i Agnetorps socken.

### Familj
Papegoja gifte sig med Catharina Silfverlåås. De fick tillsammans dottern Catharina Papegoja (1682–1747) som var gift med fänriken Carl Gustaf Hård af Segerstad.